# Fritz Laubach

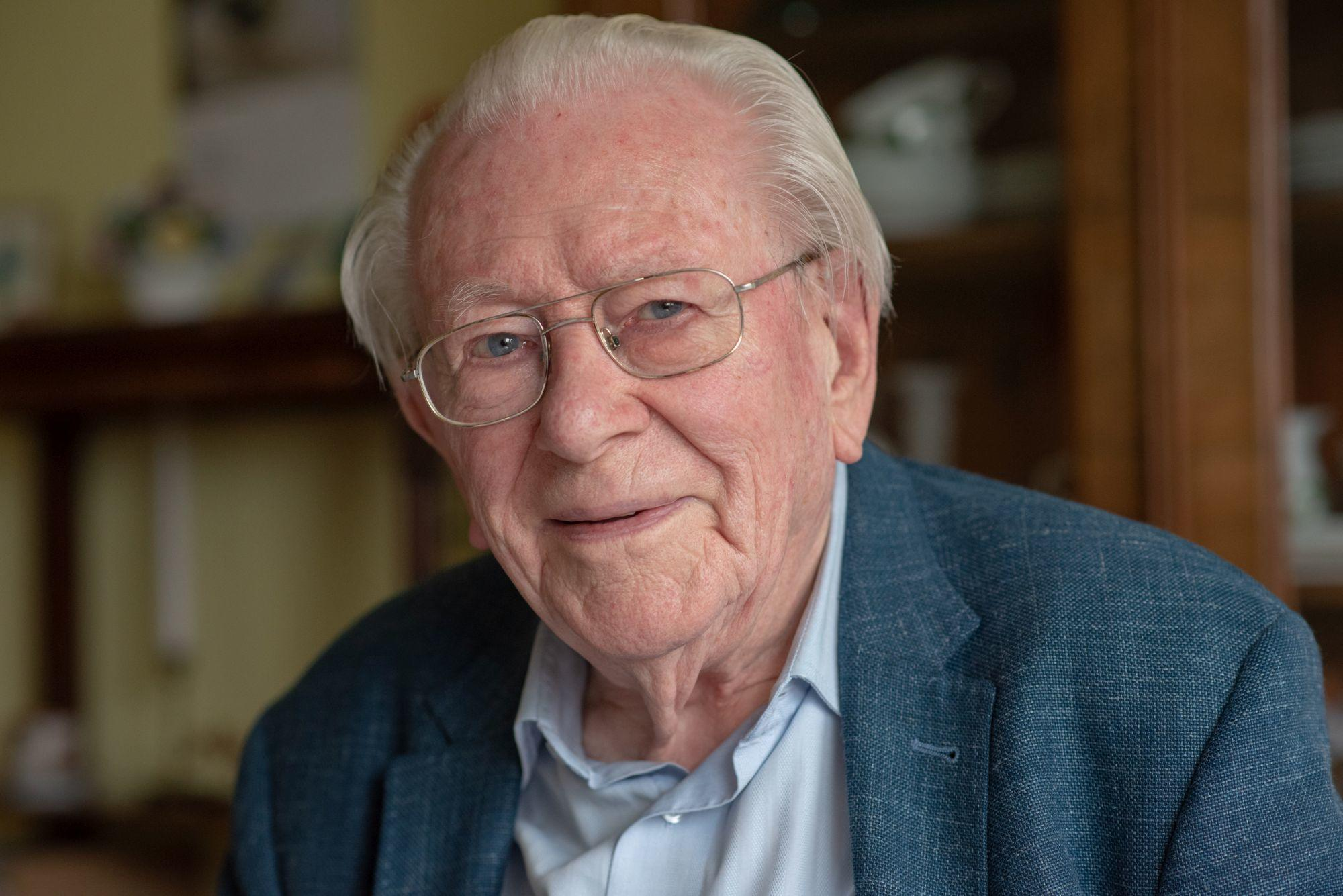
Fritz Laubach (2019)

Fritz Laubach (* 31. Januar 1926 in Lüchow; † 14. April 2024 in Solingen) war ein deutscher evangelischer Theologe und Autor.

## Leben
Fritz Laubach wurde im niedersächsischen Lüchow geboren. Während seiner Zeit als Kriegsgefangener fiel der Entschluss, Theologie zu studieren. Sein Studium begann Laubach zunächst in Marburg, 1948 wechselte er an die Universität in Tübingen. Dort promovierte er 1955 bei Professor Gerhard Rosenkranz mit einer Arbeit über den evangelischen Missionspionier Justinian von Welz. Er engagierte sich in der Studentenmission in Deutschland (SMD) und wurde später deren erster Reisesekretär. Von 1955 bis 1959 arbeitete er als Pastor in der Freien evangelischen Gemeinde in Siegen-Geisweid. Von 1959 bis 1966 war er Dozent am Theologischen Seminar Ewersbach.
Nach dem Tod von Friedrich Heitmüller wurde Laubach im Jahr 1966 in die Leitung der Freien evangelischen Gemeinde in Norddeutschland berufen. Zeitgleich wurde er Pastor der FeG Hamburg-Holstenwall. 1968 wurde er Vorsitzender der „Stiftung Elim“, heute Stiftung Freie evangelische Gemeinde in Norddeutschland, die während seiner Amtszeit grundlegend erneuert wurde. Von 1977 bis zu seinem Ruhestand im Jahr 1991 war Laubach der Leiter der Diakonie.
Von 1984 bis 1991 war er Vorsitzender der Deutschen Evangelischen Allianz. 1993 gab er aus Altersgründen sein Mandat im Hauptvorstand ab. Von 1986 bis 1999 war er Vorsitzender des Hilfswerkes Hilfe für Brüder sowie der Entwicklungshilfeorganisation Christliche Fachkräfte International (CFI). Von 1968 bis 1984 gehörte er dem Vorstand des Evangeliums-Rundfunks (ERF) mit Sitz in Wetzlar an.

„Theologie ist glaubendes Erkennen, denkendes Verarbeiten und verantwortliches Aussagen der göttlichen Offenbarung.“

Mit seinem 1972 erschienenen Buch Aufbruch der Evangelikalen setzte sich der Begriff „evangelikal“ (evangeliumsgemäß) aus dem angloamerikanischen Sprachraum in der deutschsprachigen Welt durch.
Fritz Laubach war mit seiner Frau Renate verheiratet. Beide wohnten bis zuletzt in Solingen-Aufderhöhe auf dem Gelände der Diakonie Bethanien.

## Veröffentlichungen (Auswahl)
- Justinian von Welz und sein Plan einer Missionsgesellschaft innerhalb der deutschen und englischen Sozietäts- und Missionsbestrebungen des 17. Jahrhunderts. Diss. Tübingen 1955.
- Das Abendmahl: Seine Bedeutung nach dem Neuen Testament. R. Brockhaus, Wuppertal 1957.
- (mit Friedhelm Schirmer:) Leitfaden für den biblischen Unterricht: Eine Hilfe für Sonntagsschule, Kindergottesdienst, Bibelklasse. R. Brockhaus, Wuppertal 1964.
- Der Brief an die Hebräer (Wuppertaler Studienbibel). R. Brockhaus, Wuppertal 1967.
- Aufbruch der Evangelikalen. R. Brockhaus, Wuppertal 1972.
- Gemeinde Jesu auf dem Weg in die Endzeit. R. Brockhaus, Wuppertal 1973.
- Krankheit und Heilung in biblischer Sicht. Bundes-Verlag, Witten / R. Brockhaus, Wuppertal 1976. – Überarbeitete Neuausgabe: Herr, heile mich! Krankheit und Heilung in biblischer Sicht. R. Brockhaus, Wuppertal/Zürich 1991.
- Der Prophet Sacharja (Wuppertaler Studienbibel). R. Brockhaus, Wuppertal 1984.
- (Hrsg.:) Justinian von Welz: Ein Österreicher als Vordenker und Pionier der Weltmission. Seine Schriften. R. Brockhaus, Wuppertal/Zürich 1989. – Nachdruck: Justinian von Welz. Ein Österreicher als Vordenker und Pionier der Weltmission. Sämtliche Schriften (Studien zur Geschichte christlicher Bewegungen reformatorischer Tradition in Österreich; 4). Verlag für Kultur und Wissenschaft, Bonn 2010, ISBN 978-3-938116-93-7
- (Mithrsg.:) Was Evangelikale glauben: Die Glaubensbasis der Evangelischen Allianz erklärt. R. Brockhaus, Wuppertal 1989.
- Das erste Buch der Chronik (Wuppertaler Studienbibel). R. Brockhaus, Wuppertal 2000.
- Herr, heile mich! Kostproben der Macht Gottes. Hänssler, Holzgerlingen 2000.
- Christen in der Endzeit. Hänssler, Holzgerlingen 2006.
- Gottes Weg in eine neue Welt Ein Gang durch die Offenbarung des Johannes. SCM Bundes-Verlag, Holzgerlingen 2019, ISBN  978-3-86258-085-9